# Szlama Żołnierski
Szlama Żołnierski (daty urodzenia i śmierci nieznane) – pierwszy potwierdzony źródłowo łódzki cyrulik i felczer. Przybył z Kutna w 1807 roku. W 1812 roku był jednym z założycieli łódzkiego Chewra Kadisza oraz szkolnikiem gminy żydowskiej w Łodzi. Zmarł w wieku 61 lat i został pochowany na starym cmentarzu żydowskim w Łodzi.